# Advanced Passenger Train
De Advanced Passenger Train (APT) was een intercitytreinstel met kantelbakinstallatie dat in de jaren 70 en begin jaren 80 door British Rail Engineering Limited (BREL) en de British Rail is ontwikkeld. Het doel was om de treinstellen te gebruiken op de West Coast Main Line tussen Londen en Glasgow. De APT is begin jaren 80 wel korte tijd in dienst geweest op deze route, maar is nooit verder gekomen dan een prototype.
Opvallend is dat de later zo succesvolle Intercity 125, een dieseltreinstel voor intercitytreindiensten die 200 km/h (125 mph) kan halen, is ontwikkeld voor tijdelijk gebruik als intercitymateriaal, tijdens de ontwikkeling van de APT.

## Snelheid
In de jaren 60 van de twintigste eeuw werd British Rail geconfronteerd met een toenemende concurrentie van het wegverkeer en luchtvaartmaatschappijen die  
steeds meer binnenlandse vluchten aanboden. De introductie van de Deltic-locomotieven op de lijn Londen - Edinburgh in 1962 en de elektrische dienst tussen Londen en Manchester in 1966 lieten zien dat het verkorten van de reistijd tot een aanzienlijke stijging van het aantal reizigers kon leiden. In Japan was in oktober 1964 de Shinkansen geopend en bleek de hogesnelheidslijn een groot succes. In Duitsland en Frankrijk werden in respectievelijk 1965 en 1967 treinen geïntroduceerd met een dienstregelingssnelheid van 200 km/u en liepen studies naar nog hogere snelheden. In Groot-Brittannië kende alleen de East Coast Main Line, van Londen naar Edinburgh, lange rechte stukken die geschikt waren voor hoge snelheden.
De meeste andere lijnen, met name de West Coast Main Line van Londen naar Glasgow, hadden te veel bochten om met conventionele treinen hoge snelheden te bereiken. Door aanpassing van de verkanting in de bochten kon de lijn geschikt gemaakt worden voor maximaal 200 km/u, zodat voor een echte hogesnelheids verbinding een nieuwe lijn of een aangepaste trein ontwikkeld moest worden. Omdat de bouw van een nieuwe lijn tussen Londen en Schotland veel kostbare tunnels en ingrepen in het landschap zou meebrengen werd gekozen voor de ontwikkeling van een nieuwe trein. Door de toepassing van geavanceerde technieken moest het mogelijk zijn om op bestaand spoor snelheden tot 260 km/u te bereiken.

## Het project
British Rail kon het project niet zelf bekostigen en begon in 1966 met gesprekken met het Ministerie van Transport over de financiering. Uiteindelijk werd besloten tot deling van de kosten op 50/50 basis en kon het APT project team eind 1968 van start gaan. Hiervoor werden twee jonge ingenieurs aangetrokken van buiten de spoorweg wereld. Hiermee wilde British Rail voorkomen dat ze geleid zouden worden door bestaande ideeën in de treinbouw. Ze brachten inderdaad methoden en technologie van andere disciplines mee en introduceerden wetenschappelijke methodes in een bedrijfstak die zich sinds de Victoriaanse tijd, in vergelijking tot andere landen, zeer langzaam had ontwikkeld. Het project werd opgedeeld in drie fases:
- Experimentele fase waarin de benodigde systemen worden ontwikkeld en getest.
- Prototype fase waarin de prototypes in normale dienst worden getest.
- Operationele fase waarin de serie productie in normale dienst wordt ingezet.

Het eerste ontwerp voor de APT werd in 1969 gepresenteerd door professor Alan Wickens. Als nieuwe technieken werden de kantelbak, de hydrokinetische rem, cabinesignalering (CAPT), de gasturbine en de aluminium rijtuigbak geïntroduceerd. De kantelbak maakt het mogelijk om bochten met grotere snelheden te nemen zonder dat de reizigers en/of de trein zelf uit de bocht geslingerd worden. De hydrokinetische rem verkort de remweg zodat de trein ondanks de hogere snelheid toch gebruik kan maken van een normaal bloksysteem. De stroomlijning en jacobsdraaistellen droegen bij aan een lage luchtweerstand terwijl met de toepassing van aluminium en gasturbines een gewichtsbesparing werd gerealiseerd. De cabinesignalering maakt het mogelijk om de toegestane snelheid aan de machinist door te geven, die daarmee niet meer afhankelijk was van seinen langs het spoor die bij snelheden boven de 160 km/u, in verband met tijdige waarneming, slecht bruikbaar zijn.

### APT-E

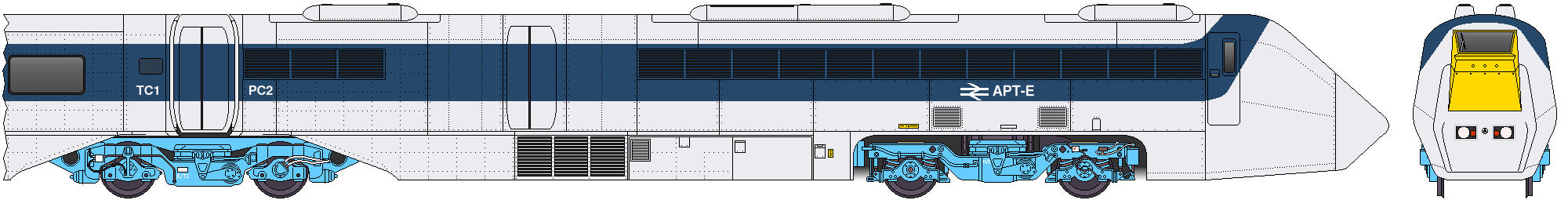
Zijaanzicht van de APT-E

De APT-E (met de E van 'experimental') was het treinstel dat in 1971 gebouwd werd voor de experimentele fase. De APT-E was een korte testtrein die bestond uit twee motorrijtuigen (voor en achter) en twee gewone rijtuigen vol met meetapparatuur. Voor de aandrijving werd gekozen voor Gasturbines in plaats van de veel zwaardere dieselmotoren. De experimentele fase duurde tot juni 1976. Vanwege het hoge brandstofverbruik in combinatie met de oliecrisis is men voor de tweede fase overgestapt op elektrische tractie.

### APT-P

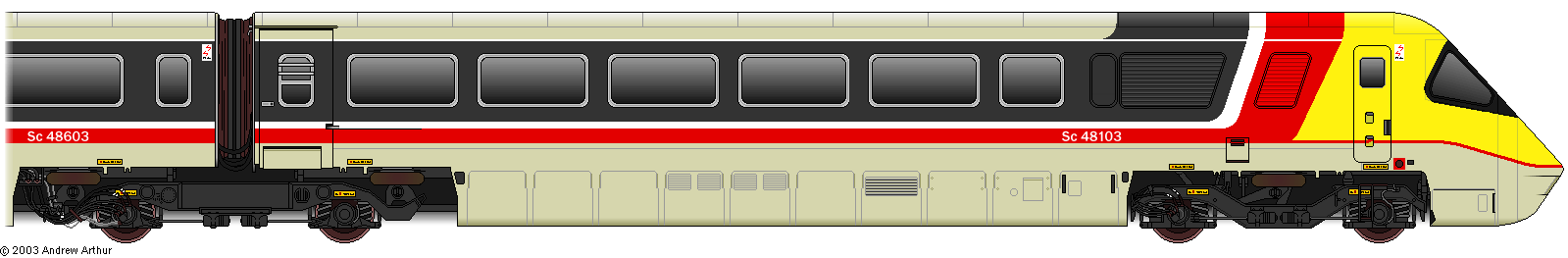
Zijaanzicht van de APT-P

De APT-P (met de P van 'prototype') of Class 370 was een 14-delig elektrisch treinstel gebouwd voor de tweede fase van het project. Het besluit tot de bouw werd in 1974 genomen. De APT-P werd op 7 juni 1978 gepresenteerd en week op een paar punten af van het besluit uit 1974. De trein kwam in 1981 in dienst op de West Coast Main Line tussen Londen en Glasgow. In verband met de kwaliteit van de bovenleiding, die ook gebruikt werd door andere treinen, werd besloten om slechts één pantograaf te gebruiken en daarmee te grote trillingen in de bovenleiding te voorkomen. De drie prototypes hebben tot 1985 in de normale dienst gereden. Een van de APT-P stellen werd opgeslagen in het Glasgow Shields depot en nog een paar keer gebruikt om verslaggevers van Glasgow Central naar Anderston te vervoeren voor het Scottish Exhibition and Conference Centre, een tweede werd opgeslagen op een opstelterrein bij de fabriek in Crewe. De APT-P in Glasgow en de derde APT-P werden kort na 1986 gesloopt zonder veel ruchtbaarheid.

### APT-S
De APT-S, voluit Advanced Passenger Train Squadron Service, had de derde fase van het project moeten zijn. Door voortdurende technische problemen met de prototypes, gebrek aan fondsen en het ontbreken van de politieke wil om het project voort te zetten is de geplande serie productie van 60 eenheden nooit gestart. De APT-S zou gebouwd worden als 11 delige trek-duw formatie met een motorkop en stuurstand.

## Opvolgers
In 1986 viel het doek voor de APT, de ontwikkelde technieken zijn echter wel verder gebruikt. De Intercity 225, die ontworpen werd in het kader van de elektrificatie van de East Coast Main Line, kreeg in eerste instantie zelfs de werknaam APT-U, voluit Advanced Passenger Train Ultimate. In de Intercity 225 werden diverse technieken van de APT verwerkt en de trein zelf, is net als de APT-P, gebouwd als trek-duw-formatie. Voor een eventuele inzet op de West Coast Main Line is zelfs een kantelbak overwogen wat de schuine wanden van de rijtuigen verklaart. 
De kantelbaktechniek van de APT is verkocht aan FIAT voor de ontwikkeling van de Pendolino. Deze kantelbaktrein keerde als Class 390 terug naar Groot-Brittannië en wordt nu door Virgin Trains ingezet op de West Coast Main Line.